# Ristimellanvaara
Ristimellanvaara är en kulle i Finland. Den ligger i Kolari kommun i landskapet Lappland, i den norra delen av landet, 800 km norr om huvudstaden Helsingfors. Toppen på Ristimellanvaara är 282 meter över havet.
Terrängen runt Ristimellanvaara är huvudsakligen platt, men österut är den kuperad.  Trakten runt Ristimellanvaara är nära nog obefolkad, med mindre än två invånare per kvadratkilometer. Närmaste större samhälle är Kolari kyrkoby, 13,8 km söder om Ristimellanvaara. 